# Ruta Nacional 178 (Argentina)
La Ruta Nacional 178 es una carretera argentina, que en sus 206 km de extensión pasa por las provincias de Buenos Aires y Santa Fe. Comienza en el empalme con las rutas nacionales 8 y 188 en la ciudad de Pergamino y finaliza en el empalme con la Ruta Provincial 65, en la ciudad de Las Rosas. En Pergamino es más conocida como: "ruta a Bigand".

## Localidades
Las ciudades y pueblos por los que pasa esta ruta de este a oeste son las siguientes (los pueblos con menos de 5000 habitantes figuran en itálica).

### Provincia de Buenos Aires
Recorrido: 46 km (kilómetro 0 a 46)
- Partido de Pergamino: Pergamino (kilómetro 0-4)
- Partido de Colón: no hay poblaciones

### Provincia de Santa Fe
Recorrido: 160 km (km 46 a 206)

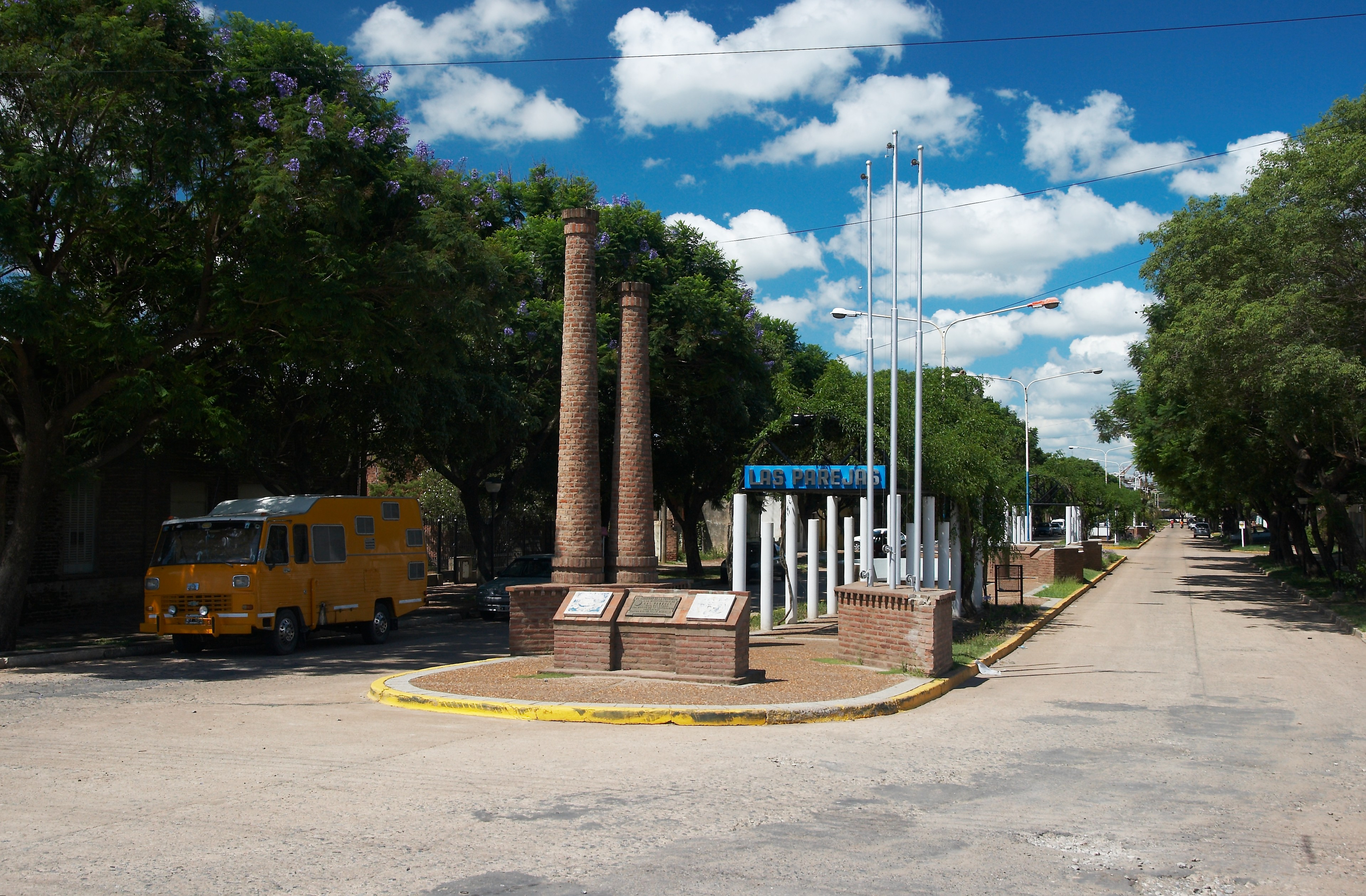
Acceso a Las Parejas en el cruce con la avenida 17.

- Departamento Constitución: Acceso a Juncal (km 49) y acceso a Alcorta (km 67)
- Departamento Caseros: Bigand (km 87-88)
- Departamento Iriondo: Acceso a Villa Eloísa (km 151)
- Departamento Belgrano: Las Parejas (km 178-180) y Las Rosas (km 203)

## Traza antigua
Antiguamente la ruta 178 se encontraba más al este, en el tramo Pergamino (km 229) - Rosario (km 340), marcada en verde en el mapa adjunto.
El Decreto Nacional 1595 del año 1979 pasó esta ruta a ambas provincias. Actualmente esta ruta es la provincial 32 en jurisdicción de Buenos Aires, y la provincial 18 en Santa Fe. La actual Ruta Nacional 178 era la Ruta Provincial 32 en Buenos Aires y la Ruta Provincial 13 en Santa Fe.